# Trnjaci (gmina Ub)
Trnjaci (cyr. Трњаци) – wieś w Serbii, w okręgu kolubarskim, w gminie Ub. W 2011 roku liczyła 747 mieszkańców.